# Kristof Goessens
Kristof Goessens (Sint-Truiden, 13 oktober 1985) is een Belgische voetballer die bij  Bocholt VV speelt, in derde klasse.
Goessens speelde in de jeugdploegen van Gelmen, STVV, RSC Anderlecht en Standard Luik voor hij naar PSV trok. Daar was hij een vaste keus in de verdediging van Jong PSV. Hij heeft er echter geen wedstrijden gespeeld in het eerste elftal. In 2005 vertrok hij naar KV Mechelen, om voor de eerste keer in een fanionelftal te spelen. Echter, in zijn eerste seizoen voor KV Mechelen kwam Goessens niet verder dan 2 wedstrijden, doorheen het seizoen werd hij geplaagd door veelvuldig blessureleed, onder andere aan de knie waarvoor hij een heelkundige ingreep moest ondergaan. Het seizoen erop was hij opnieuw vaak gekwetst. In 2008 werd hij een reservespeler bij KV Mechelen en in februari werd hij ontslagen.
Op 29 augustus 2008 tekende Goessens bij Racing Mechelen, derde klasse. Het betreft een contract van 1 jaar met mogelijkheid op verlenging. Aan het einde van het seizoen 2009-2010 bij Racing Mechelen.-
| seizoen | club            | land   | competitie               | wed. | goals |
| ------- | --------------- | ------ | ------------------------ | ---- | ----- |
| 2005/06 | KV Mechelen     | België | Tweede Klasse            | 2    | 0     |
| 2006/07 | KV Mechelen     | België | Tweede Klasse            | 4    | 0     |
| 2007/08 | KV Mechelen     | België | Jupiler League           | 0    | 0     |
| 2008/09 | Racing Mechelen | België | Derde Klasse             | 29   | 1     |
| 2009/10 | Racing Mechelen | België | Derde Klasse             | 34   | 0     |
| 2011/12 | Bocholter VV    | België | Derde Klasse             | 33   | 3     |
| 2012/13 | Bocholter VV    | België | Derde Klasse             | 14   | 1     |
| 2013/14 | Bocholter VV    | België | Derde Klasse             | 0    | 0     |
| 2014/15 | KDH Jeuk        | België | Eerste prov. Lim.        | 0    | 0     |
| 2015/16 | KDH Jeuk        | België | Eerste prov. Lim.        | 0    | 0     |
| 2016/17 | KDH Jeuk        | België | Eerste prov. Lim.        | 0    | 0     |
| 2017/18 | KDH Jeuk        | België | Eerste prov. Lim.        | 0    | 0     |
| 2018/19 | KRD Zoutleeuw   | België | Xde prov. Vlaams-Brabant | 0    | 0     |
| 2019/20 | KRD Zoutleeuw   | België | Xde prov. Vlaams-Brabant | 0    | 0     |
| 2020/21 | KDH Jeuk        | België | Tweede Prov. Lim. B      | 0    | 0     |
| 2021/22 | KDH Jeuk        | België | Tweede Prov. Lim. B      | 0    | 0     |
| 2022/23 | KDH Jeuk        | België | Tweede Prov. Lim. A      | 0    | 0     |
|         |                 |        | Totaal                   | 108  | 5     |